# 富田鈴花
富田 鈴花（とみた すずか、2001年〈平成13年〉1月18日 - ）は、日本の元アイドルであり、女性アイドルグループ日向坂46の元メンバーである。神奈川県出身。Seed & Flower所属。
「スーパーフォーミュラ広報大使」、「ABEMAモータースポーツアンバサダー」とモータースポーツ関連の広報も行っている。

## 略歴
2017年（平成29年）8月13日に『けやき坂46 追加メンバーオーディション』に合格し、翌々日の15日にけやき坂46の2期生としてお披露目された。なお、アイドル活動のため、同年に高校2年生で高校を転校している。その後、2018年（平成30年）2月12日に、けやき坂46の二期生による単独イベント『おもてなし会』（幕張イベントホール）に参加した。
2021年（令和3年）6月27日、松田好花とのユニット「花ちゃんズ」による、ギター弾き語りライブ&インタビューのスタジオ番組『MTV ACOUSTIC FLOWERS –Until Full Bloom “Bell & Like”–』（MTV）が放送された。
2022年（令和4年）には、4月13日から6月29日まで情報バラエティ番組『ラヴィット!』（TBS）で水曜のシーズンレギュラーを担当した。また、同年7月10日からは、スーパーフォーミュラ専門番組『GO ON! NEXT 〜サーキットで会いましょう〜』（BSフジ）のMCを務めた。同年10月13日には自身のInstagramアカウントを開設している。
2023年（令和5年）4月7日からは、一期生の佐々木美玲、同期の河田陽菜とともに『ローソン presents 日向坂46のほっとひといき!』（TOKYO FM）の週替りパーソナリティを務めている。同年4月23日には「スーパーフォーミュラ広報大使」に就任し、同年5月16日から放送の『サーキットで会いましょう』（ABEMA）ではMCを務めている。同年8月に上演されたミュージカル『ヴィンチェンツォ』でヒロインのホン・チャヨン役を演じた。
2024年（令和6年）1月24日、「ABEMAモータースポーツアンバサダー」への就任が発表された。同年3月10日、『千鳥の鬼レンチャン』（フジテレビ）内の企画「サビだけカラオケ」で鬼レンチャンを達成した。
2025年（令和7年）1月29日に発売された日向坂46の13thシングル『卒業写真だけが知ってる』の収録曲「SUZUKA」で、センターポジションを担当している。同年5月3日、14thシングルでの活動をもって日向坂46から卒業することを発表した。同年6月27日に、『日向坂46 14thシングル「Love yourself!」発売記念配信ミニライブ』にて、卒業セレモニーが実施された。同年7月23日には、自身初のソロコンサート『Suzuka Tomita（Hinatazaka46）–One Last Live–』を立川ステージガーデンにて開催。同年8月5日、1st写真集『鈴花サーキット』（光文社）を発売。同日をもって日向坂46を卒業した。

## 人物
愛称は、すーじー、パリピちゃん。母親がF1好きであることから、F1日本GPが最も多く開催されている三重県鈴鹿市の鈴鹿サーキットに由来して、鈴花と名付けられた。これが『GO ON! NEXT サーキットで会いましょう』のMCを務める縁にもなっている。また、日向坂46の13thシングル『卒業写真だけが知ってる』には、自身と同じ名前の楽曲「SUZUKA」が収録されており、この楽曲で富田はセンターポジションを担当している。これについて富田は、「『SUZUKA』という名前の曲ではありますけど、一人のアイドルの存在の名前の曲なので、私ではありますけど、アイドルの私」と語っている。
自身の夢として、高速道路会社のイメージキャラクターになることとミュージカルに挑戦することを挙げていたが、前者は高速大師橋のリニューアルCMのイメージキャラクターを務めたこと、後者はミュージカル『ヴィンチェンツォ』にヒロインのホン・チャヨン役として出演したことで叶った。
バラエティー分野に関して積極的な姿勢を見せている。その姿勢から、日向坂46の冠番組『HINABINGO!2』（日本テレビ）のMCを務めた小籔千豊、『日向坂で会いましょう』（テレビ東京）のMCを務めるオードリーの若林正恭が、バラエティーについてのアドバイスを富田に送ることがある。オードリーの冠番組『あちこちオードリー』（テレビ東京）に出演した際に若林から自身の姿勢に関するアドバイスを受けると、後に同番組のプロデューサーを務める佐久間宣行から「この番組に出たのをきっかけに、明確にバラエティで活躍するようになってる」と言及された。
『日向坂で会いましょう』では「負け顔率No.1メンバー」に認定されたことがある。また、雑誌の取材で「負けキャラが似合う」と自ら発言したこともある。自身のキャラの迷走があったと語っており、同番組中には涙を見せることもあった。『日向坂で会いましょう』のプロデューサーからは「どちらかというとアイドルは笑われる存在だが、受け入れられない人も多い中、富田さんは受け入れた」と評されている。
2021年に『ウラ撮れちゃいました』（テレビ朝日）で女性タレントとして初めて10式戦車の車長席に搭乗した。

### 交友関係
日向坂46の元メンバーである渡邉美穂、同期の松田好花とは「ごりごりドーナッツ」というトリオを組んでいた。お互いの家によく遊びに行く。愛称の「すーじー」も渡邉が呼び始めた。
ファッションモデルの鈴木美羽とは転校前の高校で同級生であった。2023年1月12日の放送回から4週の間、『アッパレやってまーす!木曜日』に1期生の齊藤京子の代理で出演し、鈴木と共演した。

### 嗜好
自身の好きなものに関して、伊達巻とみたらし団子、温泉水。アーティストはUVERworld、動物はダイオウグソクムシを挙げている。また、高速道路が好きであることを度々言及しており、それに関連するジャンクション、ゆるキャラでNEXCO中日本オリジナルキャラクターである「みちまるくん」を好んでいる。更に、高速道路好きから転じて、自動車運転免許証を取得している。
2023年から2024年にかけてグループの公式YouTubeチャンネル「日向坂ちゃんねる」にて愛車選びの動画を公開し、最終的にスズキ・ジムニーシエラを購入した。
その他、煮込み料理をよく作ると語っており、『日向坂で会いましょう』内の弁当対決のコーナーでは、筑前煮の入ったキャラ弁を披露している。反対に苦手なものはお化け屋敷、数学であるという。

### 特技
特技はベース、ギター、フリースタイル以外のラップ、モノマネである。SHOWROOM配信時にはギターの弾き語りを、ライブやテレビでの自己紹介時には、ラップを披露することがある。また、兄に手伝ってもらいながらDTMを使い、一人セッションを行うことがある。作詞や作曲を手掛けることもあり、『HINABINGO!2』で披露された、上村ひなの作詞の楽曲「小籔さんのお誕生日」や、日向坂46公式Xにて公開された楽曲「手洗いうがいガラガラヒー」の作曲をしている。モノマネに関して、そのレパートリーに、ちゅうえい、篠原涼子などがある。その他、齊藤京子からは「日向坂46で一番歌が上手い」と言われるなど、歌声には定評がある。『千鳥の鬼レンチャン』内の企画「サビだけカラオケ」では、3回続けて9レンチャンの結果となったが、2024年3月10日放送の4度目のノーマルモード挑戦において、現役女性アイドル初の鬼レンチャンを達成。2025年1月5日放送の2度目のタッグモード挑戦で後輩の髙橋未来虹と共に鬼レンチャンを達成し、シングルでもタッグでも鬼レンチャンを達成した。

### けやき坂46・日向坂46
ペンライトカラーは、    パープル ×     パープル。
キャッチコピーは「胎児のときからワチキはパリピ」。
バンド・アイドル好きだったことと、『けやき坂46 追加メンバーオーディション』が発表された『欅坂46デビュー1周年記念ライブ』を観覧していたことなどがきっかけとなり、オーディションに応募した。
自分のソロ曲を持つことを夢として挙げている。また、目標は「バラエティ班として活躍すること」と、「ロケのナンバーワンアイドルになること」であると語っている。
同期の松田好花と「花ちゃんズ」というユニットを組んでいる。前述の『MTV ACOUSTIC FLOWERS –Until Full Bloom “Bell & Like”–』の他に同じくMTVによる『MTV LIVE MATCH』のオープニングアクトとして「花ちゃんズ」で出演した。また、富田、松田とグループを卒業した渡邉美穂の3人で、「ごりごりドーナッツ」というトリオを組んでおり、この3人で雑誌の表紙などを飾ったこともある。普段はこの3人で行動することが多かった。また、三期生の髙橋未来虹、四期生の石塚瑶季から推しメンとして挙げられており、富田とこの2人によるユニットは「富田チルジュレン」と名付けられている。
2021年（令和3年）3月に行われたグループの公演『～MEMORIAL LIVE：2回目のひな誕祭～』へ参加する予定であったが、体調不良のため1週間程度の休養をとったため不参加となり、映像やリハーサル時のラップなどの音声で参加する演出となった。休養理由については雑誌で一番追い詰められていた時期だったと語っている。
日向坂46の楽曲のうち、「君は逆立ちできるか？」「SUZUKA」「あの娘にグイグイ」で、センターポジションを担当している。また、2025年4月30日・5月1日に幕張イベントホールにて開催された『13th Single ひなた坂46LIVE』では、座長を務めた。

## 作品

### シングル
けやき坂46
- NO WAR in the future（2017年10月25日、SRCL-9583/4）- EAN 4547366331646。
- 半分の記憶（2018年3月7日、SRCL-9744）- EAN 4547366350302。
- ハッピーオーラ（2018年8月15日、SRCL-9924/5）- EAN 4547366371086。
- 君に話しておきたいこと（2019年2月27日、SRCL-9985/6）- EAN 4547366383324。
- 抱きしめてやる（2019年2月27日、SRCL-9985/6）- EAN 4547366383324。

日向坂46
- キュン（2019年3月27日、SRCL-11121/7）- EAN 4547366399219。
- JOYFUL LOVE（2019年3月27日、SRCL-11121/7）- EAN 4547366399219。
- ときめき草（2019年3月27日、SRCL-11125/6）- EAN 4547366399233。
- 沈黙が愛なら（2019年3月27日、SRCL-11127）- EAN 4547366399240。
- ドレミソラシド（2019年7月17日、SRCL-11220/6）- EAN 4547366412871。
- キツネ（2019年7月17日、SRCL-11220/6）- EAN 4547366412871。
- Dash&Rush（2019年7月17日、SRCL-11126）- EAN 4547366412901。
- こんなに好きになっちゃっていいの?（2019年10月2日、SRCL-11310/6）- EAN 4547366422436。
- ホントの時間（2019年10月2日、SRCL-11310/6）- EAN 4547366422436。
- まさか 偶然…（2019年10月2日、SRCL-11310/1）- EAN 4547366422436。
- 川は流れる（2019年10月2日、SRCL-11316）- EAN 4547366422467。
- ソンナコトナイヨ（2020年2月19日、SRCL-11450/6）- EAN 4547366442526。
- 青春の馬（2020年2月19日、SRCL-11450/6）- EAN 4547366442526。
- 窓を開けなくても（2020年2月19日、SRCL-11452/3）- EAN 4547366442533。
- 君のため何ができるだろう（2020年2月19日、SRCL-11456）- EAN 4547366442557。
- 君しか勝たん（2021年5月26日、SRCL-11794/802）- EAN 4547366504392。
- 声の足跡（2021年5月26日、SRCL-11794/802）- EAN 4547366504392。
- 世界にはThank you!が溢れている（2021年5月26日、SRCL-11800/1）- EAN 4547366504422。
- 膨大な夢に押し潰されて（2021年5月26日、SRCL-11802）- EAN 4547366504439。
- ってか（2021年10月27日、SRCL-11941/9）- EAN 4547366527520。
- 何度でも何度でも（2021年10月27日、SRCL-11941/9）- EAN 4547366527520。
- 思いがけないダブルレインボー（2021年10月27日、SRCL-11941/2）- EAN 4547366527520。
- アディショナルタイム（2021年10月27日、SRCL-11949）- EAN 4547366527568。
- 僕なんか（2022年6月1日、SRCL-12140/8）- EAN 4547366557145。
- 飛行機雲ができる理由（2022年6月1日、SRCL-12140/8）- EAN 4547366557145。
- 恋した魚は空を飛ぶ（2022年6月1日、SRCL-12146/7）- EAN 4547366557183。
- 知らないうちに愛されていた（2022年6月1日、SRCL-12148）- EAN 4547366557176。
- 月と星が踊るMidnight（2022年10月26日、SRCL-12320/8）- EAN 4547366583045。
- HEY!OHISAMA!（2022年10月26日、SRCL-12320/8）- EAN 4547366583045。
- その他大勢タイプ（2022年10月26日、SRCL-12324/5）- EAN 4547366583069。
- 一生一度の夏（2022年10月26日、SRCL-12328）- EAN 4547366583076。
- One choice（2023年4月19日、SRCL-12490/8）- EAN 4547366612684。
- 恋は逃げ足が早い（2023年4月19日、SRCL-12490/8）- EAN 4547366612684。
- You’re in my way（2023年4月19日、SRCL-12492/3）- EAN 4547366612691。
- 友よ 一番星だ（2023年4月19日、SRCL-12498）- EAN 4547366612714。
- Am I ready?（2023年7月26日、SRCL-12610/8）- EAN 4547366625868。
- 接触と感情（2023年7月26日、SRCL-12610/1）- EAN 4547366625868。
- 君は逆立ちできるか?（2023年7月26日、SRCL-12614/5）- EAN 4547366625882。
- ガラス窓が汚れてる（2023年7月26日、SRCL-12618）- EAN 4547366625899。
- 君はハニーデュー（2024年5月8日、12860/8）- EAN 4547366670318。
- 僕に続け（2024年5月8日、SRCL-12868）- EAN 4547366670301。
- 絶対的第六感（2024年9月18日、SRCL-13000/8）- EAN 4547366698114。
- 永遠のソフィア（2024年9月18日、SRCL-13000/1）- EAN 4547366698114。
- SUZUKA（2025年1月29日、SRCL-13120/8）- EAN 4547366719680。
- あの娘にグイグイ（2025年1月29日、SRCL-13122/3）- EAN 4547366719697。
- 43年待ちのコロッケ（2025年1月29日、SRCL-13124/5）- EAN 4547366719710。
- Love yourself!（2025年5月21日、SRCL-13270/8）- EAN 4547366743081。
- You are forever（2025年5月21日、SRCL-13270/1）- EAN 4547366743081。
- 海風とわがまま（2025年5月21日、SRCL-13278）- EAN 4547366743128。

### アルバム
けやき坂46
- 走り出す瞬間（2018年6月20日、SRCL-9825/9）- EAN 4547366358575。

日向坂46
- ひなたざか（2020年9月23日、SRCL-11580/4）- EAN 4547366470109。
- 脈打つ感情（2023年11月8日、SRCL‐12720/6）‐ EAN 4547366647020。

### 未収録楽曲
- まりりん&るびー「レントゲン眼鏡」[注 4][115][116]。

### 映像作品
- けやき坂46 2期生特典映像（2018年3月7日）- EAN 4547366350296。
- ひらがな武道館 〜Day3 Special Selection〜（2018年6月20日）- EAN 4547366358575。
- ひらがな全国ツアー2017 Live&Documentary（2018年6月20日）- EAN 4547366358582。
- 長沢菜々香×富田鈴花 自撮りTV（2018年8月15日）- EAN 4547366371079。
- KEYABINGO!4 ひらがなけやきって何?（2018年11月9日）- EAN 4988021716512、EAN 4988021147545。
- マギアレコード 魔法少女まどか☆マギカ外伝（2019年2月27日）- EAN 4534530114068、EAN 4534530114075。
- けやき坂46ストーリー 〜ひなたのほうへ〜（2019年3月27日）- EAN 4547366399226。
- はじめて魚釣りビンゴをしてみた（2019年7月17日）- EAN 4547366412888。
- ひなたの休日（2019年10月2日）- EAN 4547366422450。
- HINABINGO!（2019年11月22日）- EAN 4988021717656、EAN 4988021148740。
- 日向坂46 大富豪No.1決定戦（2020年2月19日）- EAN 4547366442526、EAN 4547366442533、EAN 4547366442540。
- HINABINGO!2（2020年4月3日）- EAN 4988021718011、EAN 4988021140089。
- DASADA（2020年5月22日）- EAN 4988021718073、EAN 4988021140157。
- 日向坂46デビューカウントダウンライブ!! in 横浜アリーナ 〜けやき坂46 LAST LIVE〜（2020年9月23日）- EAN 4547366470109。
- 日向坂46デビューカウントダウンライブ!! in 横浜アリーナ 〜日向坂46 FIRST LIVE〜（2020年9月23日）- EAN 4547366470116。
- 3年目のデビュー（2021年1月20日）- EAN 4517331070719、EAN 4517331070726。
- 〜ひらがな推し〜「としちゃんと愉快な仲間たち編」（2021年3月31日）- EAN 4547366499780。
- 〜ひらがな推し〜「京子さん、何してんですか編」（2021年3月31日）- EAN 4547366499803。
- 〜ひらがな推し〜「日向のバラエティ女王誕生編」（2021年3月31日）- EAN 4547366499810。
- 〜ひらがな推し〜「パンの鉄砲を撃ちますよ編」（2021年3月31日）- EAN 4547366499797。
- 〜ひらがな推し〜「あだ名がおたけになりました編」（2021年3月31日）- EAN 4547366499773。
- 富田っ! あんた、間違ってるわ!（2021年5月26日）- EAN 4547366504415。
- 声春っ!（2021年9月15日）- EAN 4988021718714、EAN 4988021140959。
- ひなたの夏休み（2021年10月27日）- EAN 4547366527537。
- 〜ひらがな推し〜初ガツオを推すしかない編（2022年1月1日）- EAN 4547366540796。
- 〜ひらがな推し〜好きな人いるの?ニブだよ編（2022年1月1日）- EAN 4547366540772。
- 〜ひらがな推し〜ヘビーリトルトゥース誕生編（2022年1月1日）- EAN 4547366540765。
- 〜ひらがな推し〜埼玉と春日が生んだ怒涛の起爆剤編（2022年1月1日）- EAN 4547366540789。
- 〜ひらがな推し〜いつでもどこでも変化球編（2022年1月1日）- EAN 4547366540758。
- ひなたのバス旅（2022年6月1日）- EAN 4547366557152、EAN 4547366557183。
- 日向坂46 3周年記念MEMORIAL LIVE 〜3回目のひな誕祭〜 in 東京ドーム（2022年7月20日）- EAN 4547366568318、EAN 4547366568301。
- 渡邉美穂 卒業セレモニー（2022年10月26日）- EAN 4547366583045、EAN 4547366583052。
- 希望と絶望（2022年12月21日）- EAN 4550450021729、EAN 4550450021736。
- 〜日向坂で会いましょう〜加藤史帆のバーベキューで会いましょう（2023年1月1日）- EAN 4547366595888。
- 〜日向坂で会いましょう〜佐々木久美の野球で会いましょう（2023年1月1日）- EAN 4547366595901。
- 〜日向坂で会いましょう〜金村美玖のオードリーに会いましょう（2023年1月1日）- EAN 4547366595895。
- 〜日向坂で会いましょう〜小坂菜緒のヒットキャンペーンで会いましょう（2023年1月1日）- EAN 4547366595918。
- 〜日向坂で会いましょう〜丹生明里の団体戦で会いましょう（2023年1月1日）- EAN 4547366595925。
- Happy Smile Tour 2022（2023年4月19日）- EAN 4547366612684、EAN 4547366612691。
- W-KEYAKI FES. 2022（2023年7月26日）- EAN 4547366625868、EAN 4547366625875。
- 日向坂46 4周年記念MEMORIAL LIVE 〜4回目のひな誕祭〜 in 横浜スタジアム（2023年9月13日）- EAN 4547366634235、EAN 4547366634228。
- 日向坂46「Happy Train Tour 2023」in 大阪城ホール（2023年11月8日）- EAN 4547366647020、EAN 4547366647037。
- ひらがなくりすます2018 & ひなくり2019〜2022 Complete Box（2023年12月24日）- EAN 4547366655889。
- 〜日向坂で会いましょう〜齊藤京子の野球を好きになりましょう（2024年1月31日）- EAN 4547366660821。
- 〜日向坂で会いましょう〜佐々木美玲のおひさまたちを釣りましょう（2024年1月31日）- EAN 4547366660791。
- 〜日向坂で会いましょう〜河田陽菜の秋頃に会いましょう（2024年1月31日）- EAN 4547366660784。
- 〜日向坂で会いましょう〜松田好花のリトルトゥースになりましょう（2024年1月31日）- EAN 4547366660807。
- 〜日向坂で会いましょう〜上村ひなのの三期生に出会いましょう（2024年1月31日）- EAN 4547366660814。
- 日向坂46 齊藤京子卒業コンサート&5周年記念MEMORIAL LIVE 〜5回目のひな誕祭〜 in 横浜スタジアム（2024年7月24日）- EAN 4547366690101、EAN 4547366690088。
- BEST MUSIC VIDEO COLLECTION 2015-2024（2024年12月3日）- EAN 4547366713909。
- 〜日向坂で会いましょう〜新年早々バトりましょう（2025年4月9日）- EAN 4547366731361。
- 〜日向坂で会いましょう〜OBKを炙り出しましょう（2025年4月9日）- EAN 4547366731323。
- 〜日向坂で会いましょう〜ポンコツたちを集めましょう（2025年4月9日）- EAN 4547366731330。
- 〜日向坂で会いましょう〜四期生を知ってもらいましょう（2025年4月9日）- EAN 4547366731354。
- 〜日向坂で会いましょう〜宮崎に行きましょう（2025年4月9日）- EAN 4547366731347。
- ひなたフェス2024（2025年5月21日）- EAN 4547366743081、EAN 4547366743098、EAN 4547366743104。
- Behind the scenes of ひなたフェス2024（2025年5月21日）- EAN 4547366743111。
- 日向坂46 6周年記念MEMORIAL LIVE 〜6回目のひな誕祭〜 in 横浜スタジアム（2025年7月23日）- EAN 4547366757309、EAN 4547366757316、EAN 4547366757323。

## 出演

### テレビドラマ
- 声春っ！（2021年4月29日 - 7月1日、日本テレビ）- るびー役[117]。
- 世にも奇妙な物語’24 夏の特別編「週刊 元恋人を作る」（2024年6月8日、フジテレビ）- あいり 役[118]。

### 配信ドラマ
- 死幽学旅行（2021年3月31日 - 7月12日、smash.）[119][120]

### バラエティ番組
- ラヴィット！（2022年4月13日 - 6月29日、TBS）- 水曜「ラヴィット！ファミリー」[14][15]。
- GO ON! NEXT 〜サーキットで会いましょう〜（2022年7月10日 - 12月10日、BSフジ）- MC[16][17]。
- サーキットで会いましょう（ABEMA）- MC。
  - サーキットで会いましょう（2023年5月16日 - ）[21]
  - サーキットで会いましょう Season2（2024年3月5日 - ）[121]

### ラジオ番組
- ローソン presents 日向坂46のほっとひといき!（2023年4月7日 - 、TOKYO FM）- パーソナリティ[20]。

### CM
- 首都高 首都高リニューアルプロジェクト・高速大師橋リニューアル（2022年12月1日 - ）[42]

### ミュージカル
- ヴィンチェンツォ（2023年8月11日 - 13日、兵庫・AiiA 2.5 Theater Kobe / 8月18日 - 21日、東京・日本青年館ホール / 8月25日 - 27日、大阪・サンケイホールブリーゼ ）- ホン・チャヨン 役[43]。

### ネット配信
- 首都高「首都高リニューアルプロジェクト・高速大師橋リニューアル」
  - 首都高リニューアルプロジェクト～高速大師橋更新工事 vol.7（事業紹介・特別編）（2022年12月26日、YouTube）[122]
  - 高速大師橋リニューアル 架け替え完了動画（2023年6月10日、YouTube）[123]
- 日向坂46 富田鈴花 さんが伝授！首都高公式アプリmew-ti「すべて紹介編」（2023年4月13日、YouTube）[124]

### イベント
- 東京ガールズコレクション
  - マイナビ presents 第28回 東京ガールズコレクション 2019 SPRING / SUMMER（2019年3月30日、横浜アリーナ）- シークレットモデル[125]。
  - SDGs推進 TGC しずおか 2020 by TOKYO GIRLS COLLECTION（2020年1月11日、ツインメッセ静岡）- DASADA STAGE[126]。
  - 第30回 マイナビ 東京ガールズコレクション 2020 SPRING / SUMMER（2020年2月29日、国立代々木競技場 第一体育館）- DASADA STAGE[127]。
  - 第31回 マイナビ 東京ガールズコレクション 2020 AUTUMN / WINTER ONLINE（2020年9月5日、オンライン配信）- DASADA STAGE[128]。
- 全日本スーパーフォーミュラ選手権
  - 2023年 第9戦（2023年10月29日、鈴鹿サーキット）- 国歌独唱[129]。
  - 2025年 第2戦（2025年3月9日、鈴鹿サーキット）- 国歌独唱[130]。

## 書籍

### 写真集
- 鈴花サーキット（2025年8月5日、光文社）[32][33]